# Villanella (muziekvorm)
Het villanella is een seculier, overwegend vocaal genre, afkomstig uit Italië. Het ontstond in Napels waar het bijzonder populair was. In Noord-Italië en in bijzonder in Venetië werd het genre algemeen aangeduid als villanella alla napoletana.
Villanella's werden gecomponeerd van 1540 tot het eind van de eeuw.  Parodische taalvarianten waren o.a.: moresche, greghesche en tedesche.

## Kenmerken en evolutie

### Kenmerken
De naam villanesca komt van het Latijnse villanus, wat "gemeen" betekent, het gaat dus over iemand van geringe afkomst. De connotatie ‘boerenliedje’ komt veelvuldig voor.
Het villanella was oorspronkelijk een driestemmig, strofisch, onderhoudend, dikwijls parodisch muziekstukje in homofone stijl. Over de hele actieve periode heeft het geen vaste vorm, het is meestal doorgecomponeerd en is veelal makkelijk dansbaar.
De Napolitaans/Italiaanse taal is de basistaal. De moresches zijn doorweekt met het Negro-Napolitaans van de slaven, de greghesches zijn een mengeling van Venetiaanse en Griekse dialecten en de tedesches zijn Duits-Venetiaans.
Vele uitvoeringen van de prille villanella’s zijn solo, met of zonder luitbegeleiding. Latere werken zijn a capella of solo met instrumentale begeleiding. Ze zijn gedocumenteerd met gedrukte stemboekjes.

### Benaming
Het Nederlandse meervoud van villanella is villanella’s. In andere West-Europese talen is het meervoud villanelle, wat verwarring veroorzaakt met het 16e-eeuwse Franse villanelle.

### Evolutie tot en met Adriaan Willaert
Na het verdwijnen van het onderhoudend, dikwijls spottend muziekgenre frottola werd de fakkel overgenomen door het onderhoudend, dikwijls parodisch muziekgenre villanella.
Oorspronkelijke componisten van deze Canzoni Villanesche al Modo Napolitano zijn Giovanni Domenico da Nola met Signorella goioa mia , Tomaso Cimello met Vecchia che poczi vivere mill'anni en Antonio Scandello met Quanto debbe allegrarse .
Een groot deel van onze kennis van het villanella danken we aan Adriaan Willaert. Hij was namelijk, op zijn veertigste, in dienst van Alfonso I d’Este, hertog van Ferrara, van 1522 tot 1525. Daar voltooide zich destijds de overgang van de frottola naar het madrigaal. Tot 1527 bleef hij in voeling met de frottola  door zijn aanstelling als zanger in de kapel van aartsbisschop  Ippolito II d’Este te Milaan. Het is waarschijnlijk dat hij, gedurende deze vijf jaar zijn zestien liederen van de bundel Canzone villanesche alla napolitana componeerde. Deze zestien villanella’s werden in 1545 te Venetië gedrukt, toen hij kapelmeester van de  San Marco basiliek in Venetië was. Het villanella Vecchie letrose  is het vijfde nummer van deze uitgave.
Later in een bundel over greghesches van 1565 maken we kennis met het greghesche Dulce padrun van Willaert.

### Invloed van Orlandus Lassus en latere evolutie
We danken extra kennis aan een latere post-druk van Orlando di Lasso. Van 1549 tot 1552 genoot hij muzikale opleiding ten huize van de schoonbroer van zijn beschermheer, veldheer van keizer Karel V en onderkoning van Sicilië, Ferrante Gonzaga in Napels. Hij legde toen de basis voor zijn 24 liederen in de bundel Libro di Villanelle, Moresche, et altre Canzoni dat in 1582 werd gedrukt. Het villanella Chi chi li chi  is het twintigste lied. Het moresche Hai Lucia bona cosa  is het zevende lied. Het tedesche “Matona, mia cara”  is het twaalfde lied en verhaalt de liefdesaanzoeken van een Duitse huurling aan een Venetiaanse.
Vanaf midden de 16e eeuw ontstonden varianten van het lichtere lied villanella met het belangrijkste de canzonette.
Een late liefhebber van het villanella was Andrea Falconieri met Vezzosette e care pupillette .

## Componisten van Villanella's
- Adriaan Willaert (1490-1562)
- Giovanni Thomasco Cimello (1510-1591)
- Giovanni Domenico  da Nola (1510-1592)
- Antonio Scandello (1511-1580)
- Orlando di Lasso (1532--1594)
- Luca Marenzio (1553-1599)
- Adriano Banchieri (1568-1634)
- Andrea Falconieri (1585-1658)

- Free Choral Music op ChoralWiki
- Free Choral Music op ChoralWiki
- Free Choral Music op ChoralWiki
- Free Choral Music op ChoralWiki
- Free Choral Music op ChoralWiki
- Free Choral Music op ChoralWiki
- Free Choral Music op ChoralWiki
- Free Choral Music op ChoralWiki

## Originele gedrukte uitgaven

### Inhoud van bundels
- Canzone villanesche alla napolitana (Adrian Willaert) (1545)
- Il primo libro delle villanelle alla Napolitana (Giovanni da Nola)(1570)
- Il primo libro delle Greghesche (Verzamelbundel) (1564)
- El primo libro delle canzoni napoletane a 4 (Antonio Scandello) (1566)
- Libro de villanelle, moresche et altre canzoni (Orlando di Lasso) (1581)
- Il primo libro delle villanelle a tre voci  (Luca Marenzio) (1584)
- Il secondo libro delle villanelle a tre voci (L. Marenzio) (1587)
- Il terzo libro delle villanelle a tre voci  (Luca Marenzio) (1585)
- Il quarto libro delle villanelle a tre voci (Luca Marenzio) (1587)
- Il quinto libro delle villanelle a tre voci (Luca Marenzio) (1587)
- Libro primo di Villanelle a 1, 2, & 3 voci. Con l'alfabeto per la chitarra spagnola (Andrea Falconieri, Nº 2) (1616, Roma)

- Free Choral Music op ChoralWiki
- Free Choral Music op ChoralWiki
- Free Choral Music op ChoralWiki
- Free Choral Music op ChoralWiki
- Free Choral Music op ChoralWiki
- Free Choral Music op ChoralWiki
- Free Choral Music op ChoralWiki
- Free Choral Music op ChoralWiki
- Free Choral Music op ChoralWiki
- Free Choral Music op ChoralWiki

### Facsimile van bundels
- Il primo libro delle Greghesche (Verzamelbundel) (1564)

- Österreichische Nationalbibliothek

- Libro de villanelle, moresche et altre canzoni (Orlando di Lasso) (1581)

- Bayerischen Staatsbibliothek